# USS Langley (CV-1)
USS Langley (CV-1) byla první letadlová loď Námořnictva Spojených států, která působila ve službě v letech 1920–1942. Byla přestavěna z přepravní lodě USS Jupiter (AC-3) z roku 1912, která byla první lodí US Navy s elektrickým přenosem výkonu. Sama Langley byla v letech 1936–1937 upravena na nosič hydroplánů USS Langley (AV-3). Za druhé světové války byla loď potopena japoskými bombardéry.

## USSJupiter

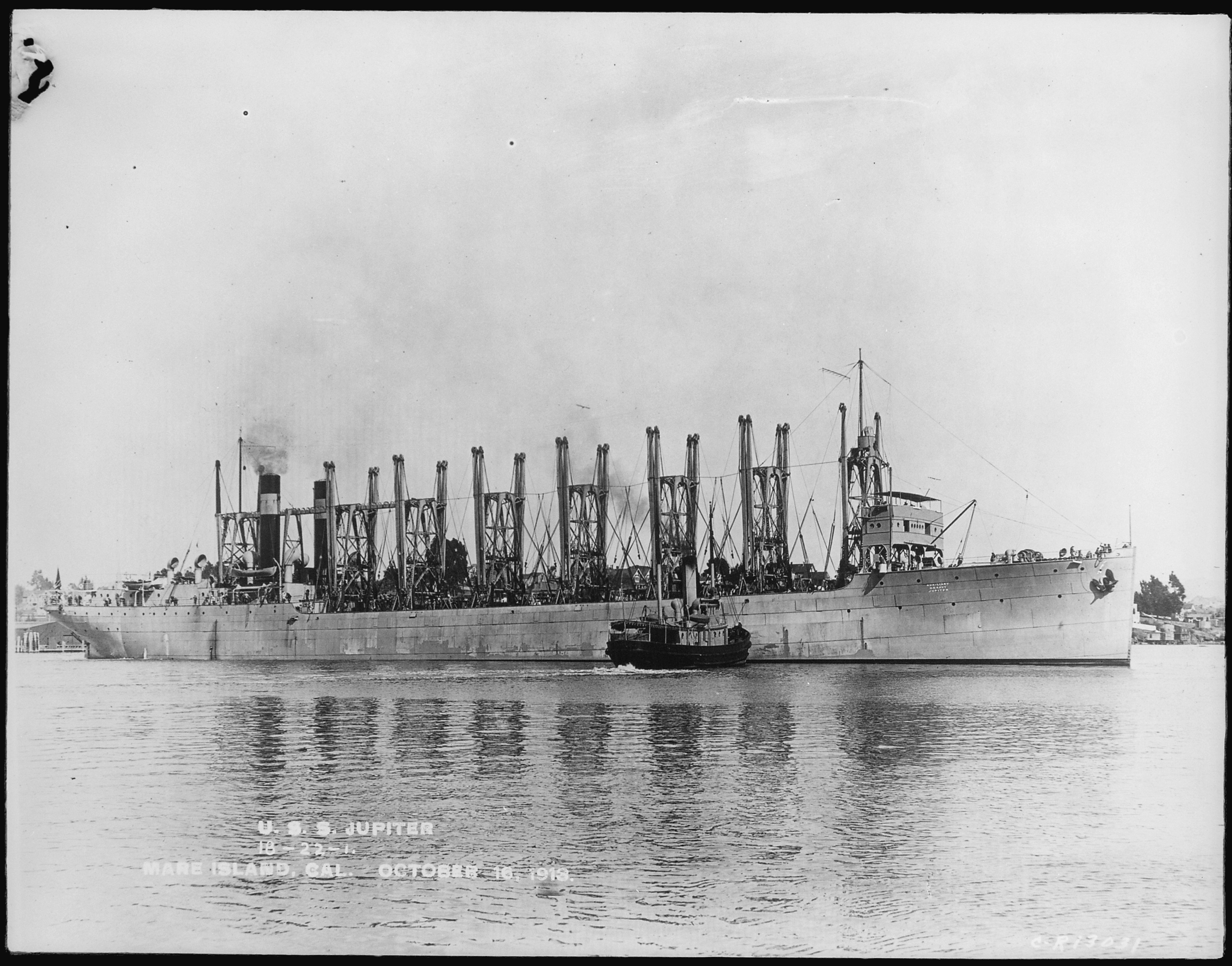
USS Jupiter v roce 1913

Stavba původní nákladní lodi pro přepravu uhlí Jupiter byla zahájena 18. října 1911 v loděnici Mare Island Naval Shipyard ve Vallejo v Kalifornii. K jejímu spuštění na vodu došlo 24. srpna 1912 a do služby byla zařazena 7. dubna 1913. Jupiter sloužil během první světové války.
Jupiter měl tři kotle a turboelektrický pohon General Electric o celkovém výkonu 7200 shp, pohánějící dva lodní šrouby. Nejvyšší rychlost dosahovala 15,5 uzlu.

## Přestavba na USSLangley

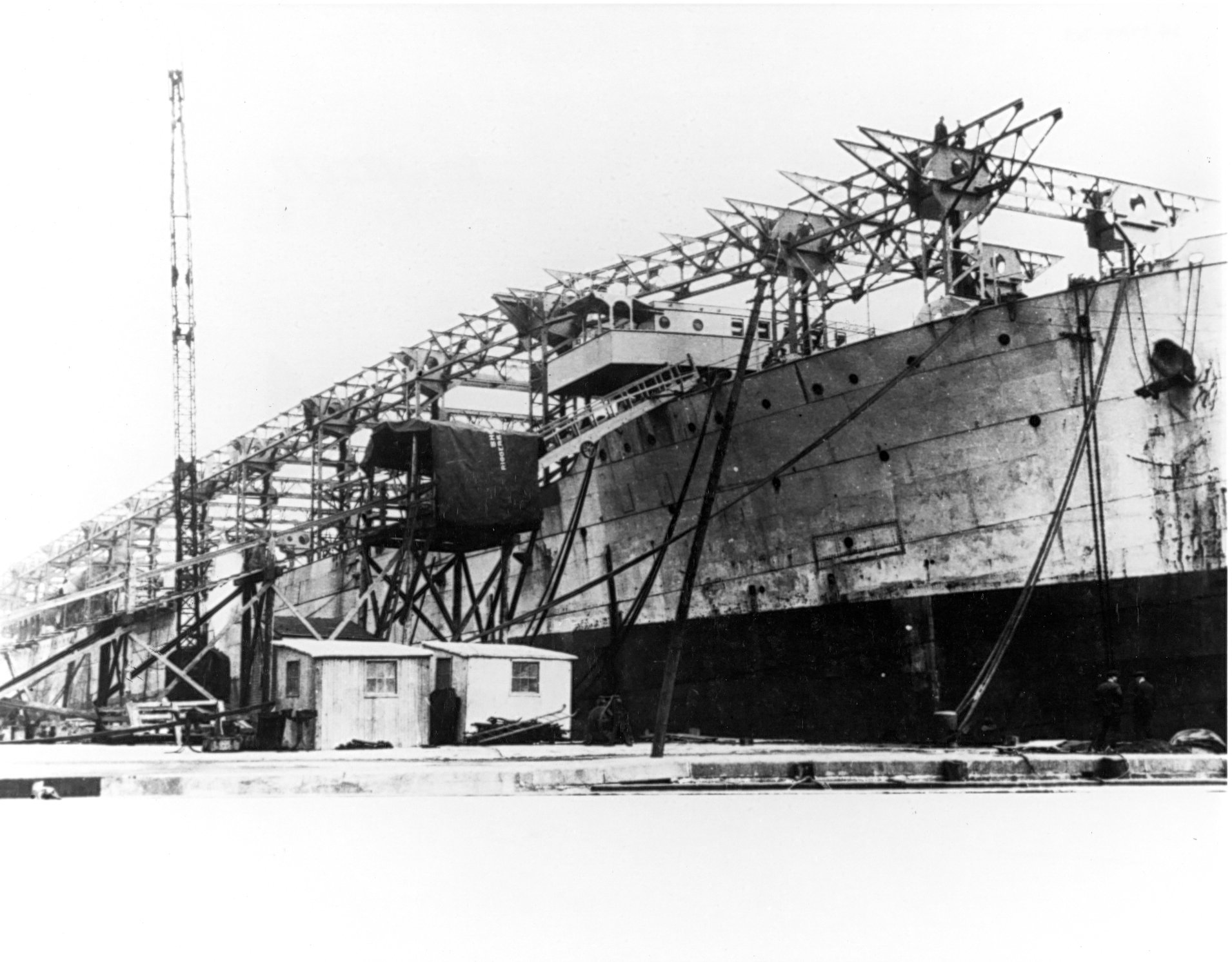
Langley během přestavby na letadlovou loď

V roce 1919 byla schválena jeho úprava na vůbec první americkou letadlovou loď. Dne 24. března 1920 byl Jupiter vyřazen ze služby a dne 21. dubna 1920 byl přejmenován na USS Langley (CV-1). Přestavbu plavidla zajistila loděnice Norfolk Navy Yard v Portsmouthu ve státě Virginia. Nová letadlová loď byla do služby zařazena 20. března 1922. Nad plavidlem byla umístěna letová paluba. Můstek zůstal pod její úrovní. Počet členů posádky se zvýšil na 468 osob. Výzbroj představovaly čtyři 127mm kanóny.
Loď byla upravena pro nesení 34 letounů, které byly na letovou palubu vyváženy pomocí dvou výtahů. Zpočátku nebyla vybavena katapulty, její trup také nebyl nijak pancéřován.

## Ve službě jako letadlová loď

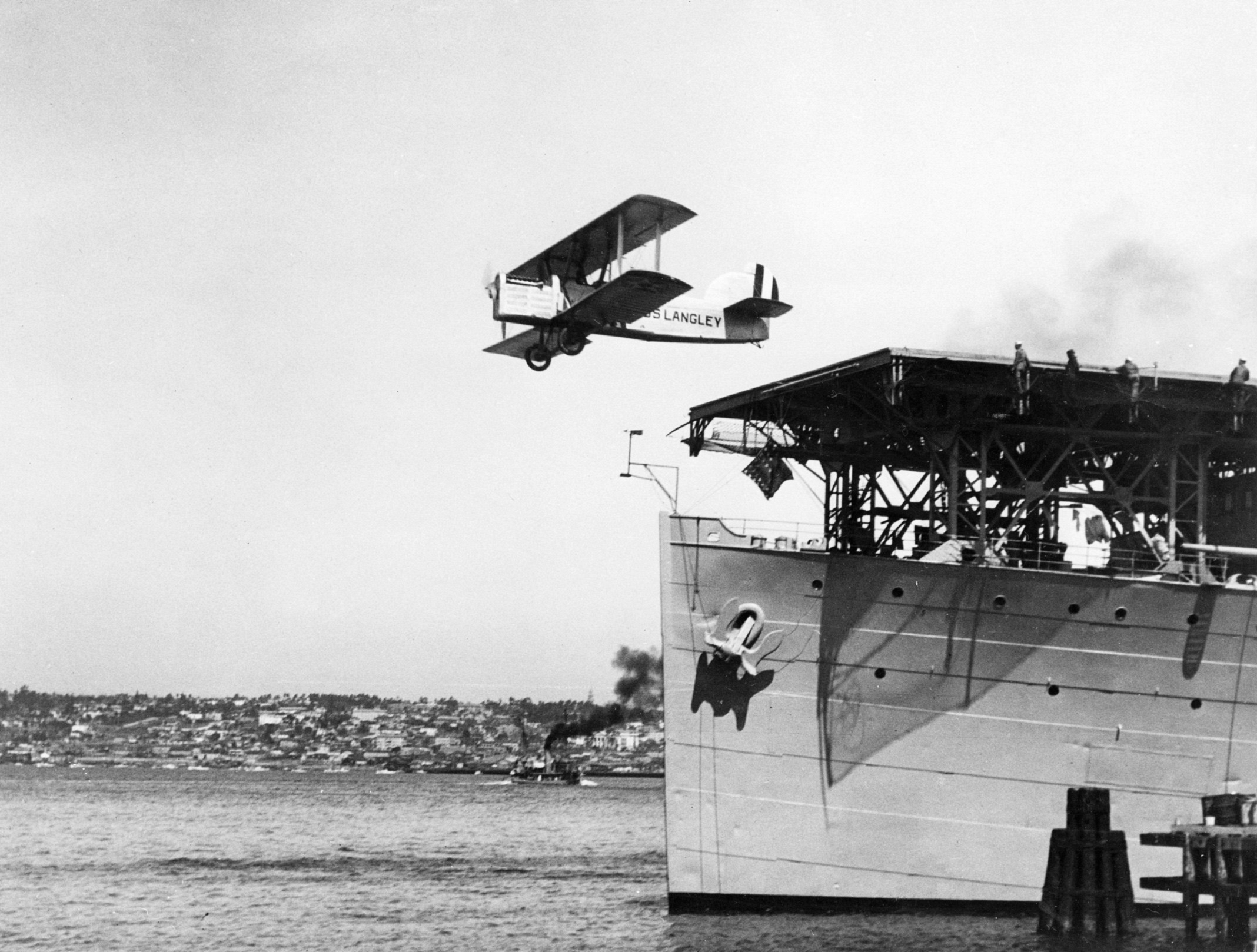
Torpédový bombardér Douglas DT-2 při startu z paluby Langley při pobřeží kalifornského San Diega

Dne 17. října 1922 z paluby Langley poprvé odstartovalo letadlo. Stíhací letoun Vought VE-7SF pilotoval poručík Virgil C. Griffin. Letadlová loď přitom kotvila na řece York v Chesapeakské zátoce. Přestože nešlo o první start letadla z paluby lodi a Langley nebyla první lodí upravenou na letadlovou, v rámci amerického námořnictva tímto začala nová éra. O devět dní později došlo i k prvnímu přistání, které provedl nadporučík Godfrey de Courcelles Chevalier se strojem Aeromarine 39B.
Po svém zavedení do operační služby se loď účastnila různých manévrů a přehlídek. V roce 1924 byla zařazena do americké Pacifické floty a v dalších dvanácti letech operovala z přístavu v San Diegu.
Po dokončení velkých letadlových lodí USS Saratoga a USS Lexington byla Langley (AV-3) přestavěna na nosič hydroplánů. Úpravy proběhly v letech 1936–1937.

## Druhá světové válka

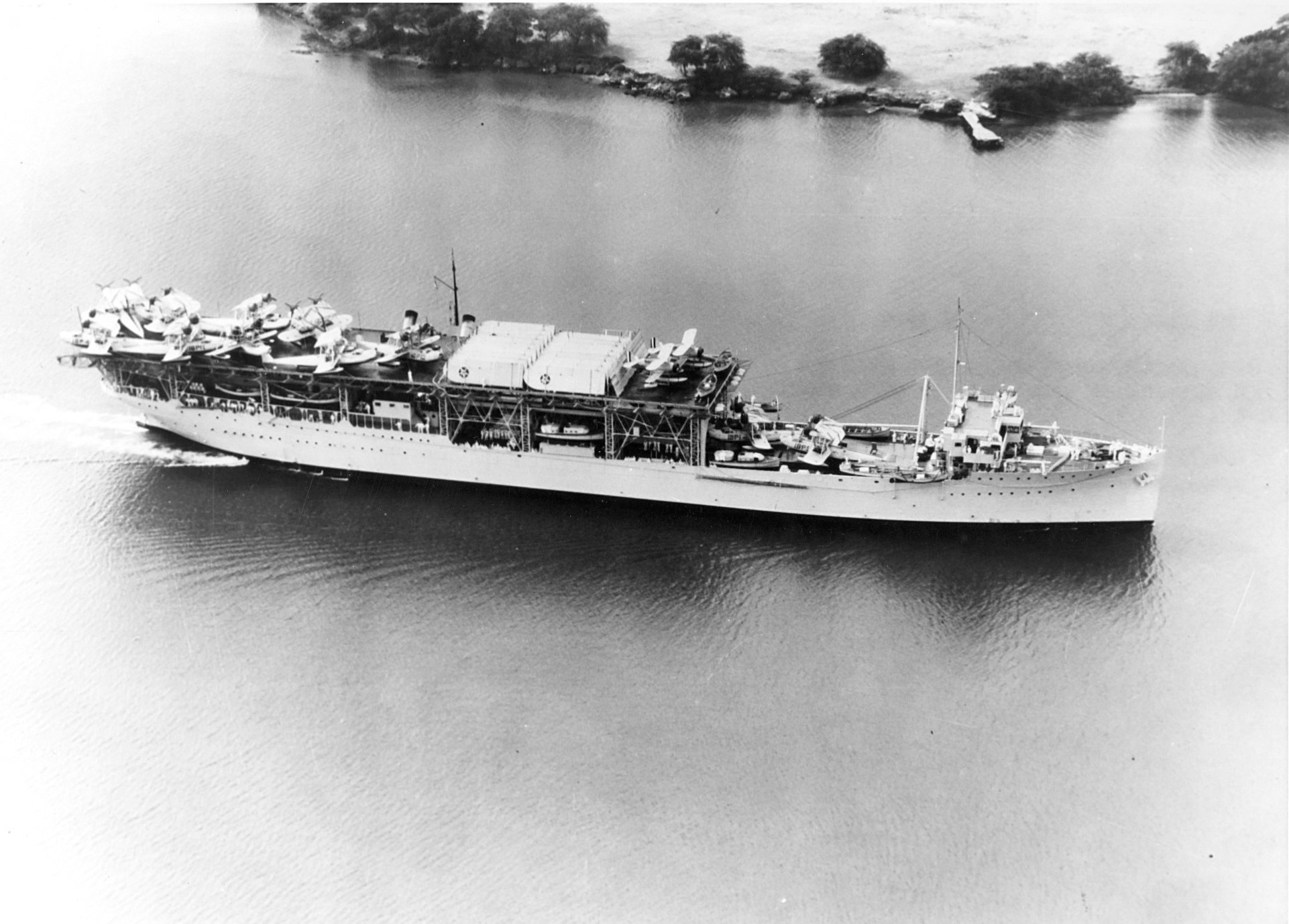
Langley po přestavbě na nosič hydroplánů

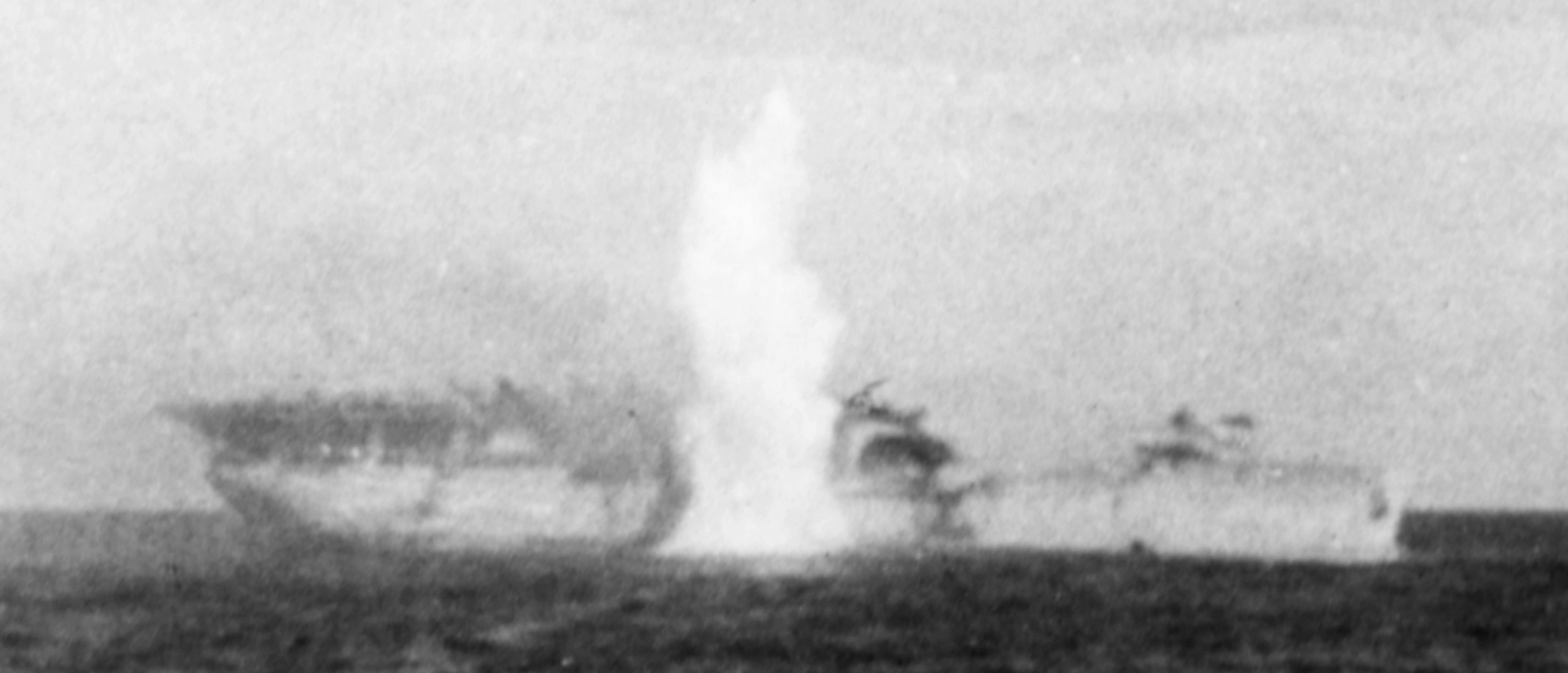
Opuštěný nosič hydroplánů Langley zasažený torpédem z torpédoborce USS Whipple (DD-217)

V době útoku na Pearl Harbor se nacházela v Manilské zátoce na Filipínách. Odtud hned večer 8. prosince 1941 vyplula eskortována dvěma starými čtyřkomínovými torpédoborci a u Panay se přidala ke křižníkům USS Houston a USS Boise kontradmirála Williama Glassforda. Odplula do australského Darwinu, kde asistovala silám RAAF při protiponorkových hlídkách v jeho okolí. Poté byla zařazena do společných spojeneckých sil (ABDA), které se snažily bránit japonské invazi do Holandské východní Indie.
Dne 22. února 1942 vyplula jako součást konvoje z australského přístavu Fremantle, aby se o pět dní později oddělila s úkolem doručit do Tjilatjapu na ostrově Jáva 32 stíhaček Curtiss P-40E 13. stíhací perutě (13th Pursuit Squadron). Dne 27. února 1942, krátce po setkání s protiponorkovou eskortou torpédoborců USS Whipple a USS Edsall, byla celá skupina napadena devíti dvoumotorovými bombardéry G4M („Betty“). Langley zasáhlo šest pum, na palubě vypukl požár a bylo zablokováno kormidlo. Voda hrnoucí se do strojovny způsobila náklon 10° na pravobok. Protože nebylo možné loď odtáhnout do přístavu, byl ve 13:32 vydán rozkaz ji opustit. Eskorta ji poslala ke dnu devíti výstřely z děl ráže 127 mm a dvěma torpédy. Potopila se 120 km jižně od přístavu Tjilatjap se ztrátou 60 mužů.
Posádku Langley na palubu vzal tanker třídy Kanawha USS Pecos (AO-6) a torpédoborec Edsall. Obě plavidla však byla také potopena 1. března 1942. Při potopení torpédoborce Edsall zemřelo 31 armádních pilotů.